# 155 mm Artilleriegeschoss M107
Das M107 ist ein Artilleriegeschoss mit Kaliber 155 mm. In den 1940er-Jahren in den Vereinigten Staaten entwickelt, ist es eines der am weitesten verbreiteten und billigsten 155-mm-Artilleriegeschosse.

## Geschichte
Das M107 wurde in den 1940er-Jahren für die M114-Haubitze entwickelt. Das M107 basiert auf dem M102-Artilleriegeschoss, welches einem Entwurf von Schneider et Cie aus den 1930er-Jahren entstammt. Nach dem Zweiten Weltkrieg wurde das M107-Geschoss von vielen Armeen der westlichen Welt übernommen und in vielen Ländern produziert. Dadurch entwickelte sich das M107 zum NATO-Standardgeschoss für die 155-mm-Artillerie. Weiter diente es als Grundlage für das Joint Ballistics Memorandum of Understanding (JBMoU) der NATO.

## Beschreibung
Das M107-Geschoss kann von allen üblichen 155-mm-Artilleriegeschützen verschossen werden. Das Geschoss ist 605,3 mm lang (ohne Zünder) und hat einen Durchmesser von 154,71 mm. In Abhängigkeit von der Geschossform hat das M107 einen ballistischen Koeffizienten von 0,51. Der Geschossmantel kann je nach Hersteller oliv-grün, grau-grün, grau oder schwarz ausgeführt sein. Der Geschosskörper wird aus AHSS-Schmiedestahl (AISI-1045) gefertigt. Das Geschoss verfügt über ein spitzes und stromlinienförmiges Profil, bei dem sich die zur Geschossspitze zulaufende Ogive über rund die Hälfte der gesamten Geschosslänge erstreckt. Das Geschossende ist gegen den Geschossboden mit rund 8° konisch zulaufend. An der Geschossspitze ist eine Vertiefung mit einem Gewinde angebracht. In dieser ist bei der Auslieferung aus dem Werk eine Ringschraube bzw. Transportöse eingeschraubt. Vor dem Einsatz wird diese entfernt und durch den Zünder ersetzt. Zusätzlich kann in dieser Vertiefung hinter dem Zünder eine Zusatzladung mit 136 g TNT geladen werden. Ohne diese Zusatzladung können auch lange Zünder eingesetzt werden. Im hohlen Geschossmantel befindet sich die Sprengstofffüllung. Diese kann aus 6,62 kg TNT oder 6,985 kg Composition B bestehen. In neueren Varianten gibt es das M107 auch befüllt mit Insensitivem Sprengstoff (IM). Das M107 wiegt mit der Ringschraube 40,82 bis 42,91 kg. In schussbereitem Zustand, mit dem Zünder wiegt das M107 43,88 kg. Zur Abdichtung des Verbrennungsraumes zwischen Rohrwand und Geschoss sind oberhalb des konischen Geschossbodens zwei Führungsbänder angebracht. Diese werden beim Abschuss in die Züge des Geschützrohres gepresst. Mit den Führungsbändern beträgt der Geschossdurchmesser 157,98 mm. Als Zünder können alle dem STANAG 2916 entsprechenden eingeschraubt werden. So können eine breite Palette von langen oder kurzen Aufschlagzündern, Verzögerungszündern, Näherungszündern oder Zeitzündern verwendet werden.
Begrenzt durch die zwei schmalen Führungsbänder beträgt der beim Abschuss maximal zulässige Gasdruck 3000 bar. Dabei kann die Mündungsgeschwindigkeit zwischen 205 und maximal rund 830 m/s liegen. Um eine Schussdistanz von 20 km zurückzulegen, benötigt das Geschoss rund 83 Sekunden. Dabei beträgt im Ziel die Streuung 120 bis 180 m. In Abhängigkeit zum verwendeten Geschütz werden mit dem M107 die folgenden Schussdistanzen erreicht:
| Artilleriesystem                  | Kaliberlänge | Mündungsgeschwindigkeit | Schussdistanz |
| --------------------------------- | ------------ | ----------------------- | ------------- |
| M114 Feldhaubitze                 | L/23         | 563,9 m/s               | 14,6 km       |
| 155-mm-Howitzer M198 Feldhaubitze | L/39         | 684,3 m/s               | 18,1 km       |
| G5 Feldhaubitze                   | L/45         | 830,1 m/s               | 24,7 km       |

Bei der Detonation des M107 zerlegt sich die Geschosshülle in rund 1950 Splitter, die sich mit 1000 bis 1500 m/s ausbreiten. Ein Großteil dieser Splitter hat ein Gewicht von 6,5 bis 10 g. Diese wirken gegen lebende Ziele auf eine Distanz von rund 50 m tödlich und können bis zu einer Entfernung von rund 100 m Verletzungen verursachen. Die Splitter können auf eine Distanz von über 10 m AW-5005-Aluminiumplatten mit 31 mm Dicke durchschlagen.
Im Vergleich zu moderneren Artilleriegeschossen wird mit dem M107 generell eine geringere Schussdistanz erzielt. Gemessen an neuen Artilleriegeschossen hat das M107 eine größere Streuung, eine geringere Sprengwirkung sowie eine deutlich schlechtere Splittercharakteristik.

## Logistik

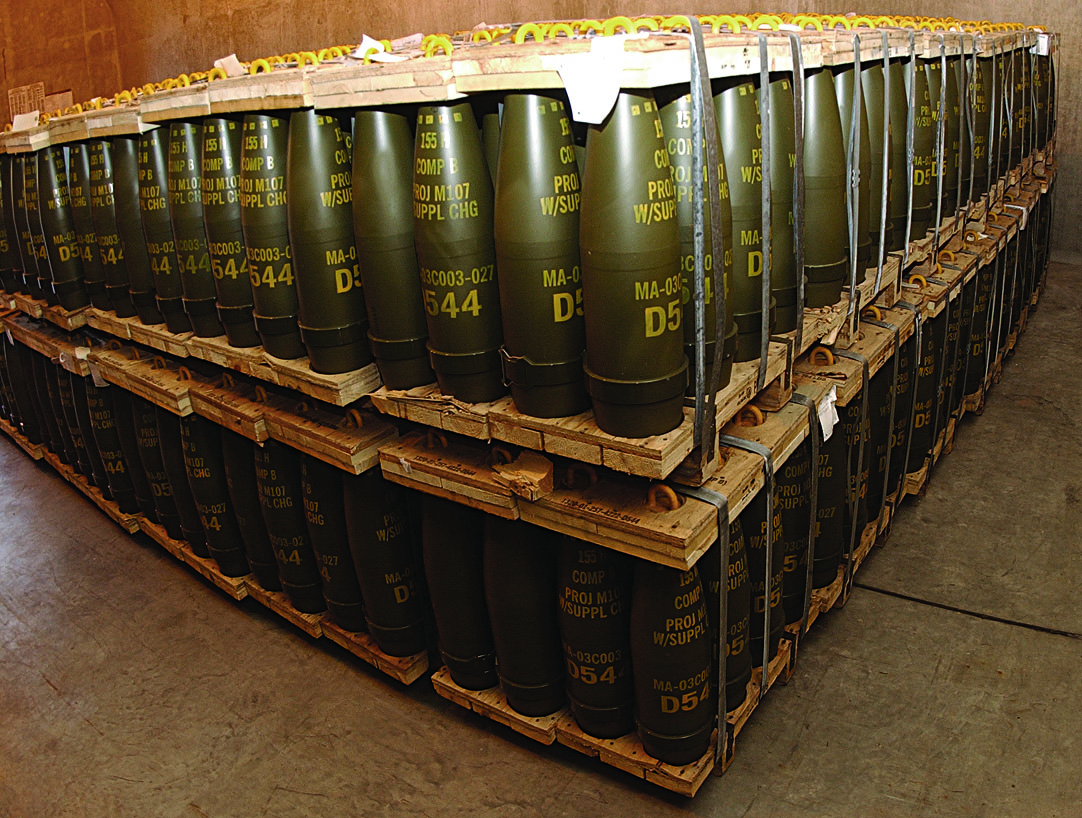
8er-Paletten bei der Lagerung

Die anfängliche Produktion hatte statt der Zusatzladung von TNT eine Ladung aus Tetrytol. Diese konnte bei Temperaturen über 65 °C schmelzen und bei liegender Lagerung konnte sich eine Luftblase an unerwünschter Stelle bilden, welche die ballistischen Eigenschaften verändert. Das M107 durfte deswegen nur stehend gelagert und transportiert werden.
Der Transport erfolgt ohne Zünder, palettiert mit acht Geschossen pro Holz-Transportpalette, dabei ist das Führungsband abgedeckt und gegen Beschädigung geschützt und eine Ringöse eingeschraubt. Die gesamte Logistikkette ist auf diese standardisierte Palette zugeschnitten und diese wurde auch bei anderen Geschossmodellen beibehalten.
Aufgrund des vergleichsweise geringen Preises und der großen Kompatibilität wurde das M107 im Kalten Krieg in großer Menge als Kriegsreserve gelagert. Ein bedeutender Teil der NATO-Bestände wurde im Zuge der Auslandshilfen für die Ukraine ab 2022 in die Ukraine geliefert und verbraucht.

## Treibladungen
Das M107-Geschoss gehört zur Sorte der getrennt geladenen Munition mit modularen Treibladungsbeuteln (Zonenladungen). Das heißt, das Geschoss und die Treibladungen werden nacheinander geladen. Verwendet werden können z. B. NATO-Standard-Treibladungen wie M3 (Zonen 3, 4 und 5), M4 (Zonen 3, 4, 5, 6 und 7), M119 (Zone 8) oder M203 (Zone 9). Die letzten beiden kommen bei Geschützen ab 39 Kaliberlängen (L/39) zur Anwendung.

## Status und Verbreitung

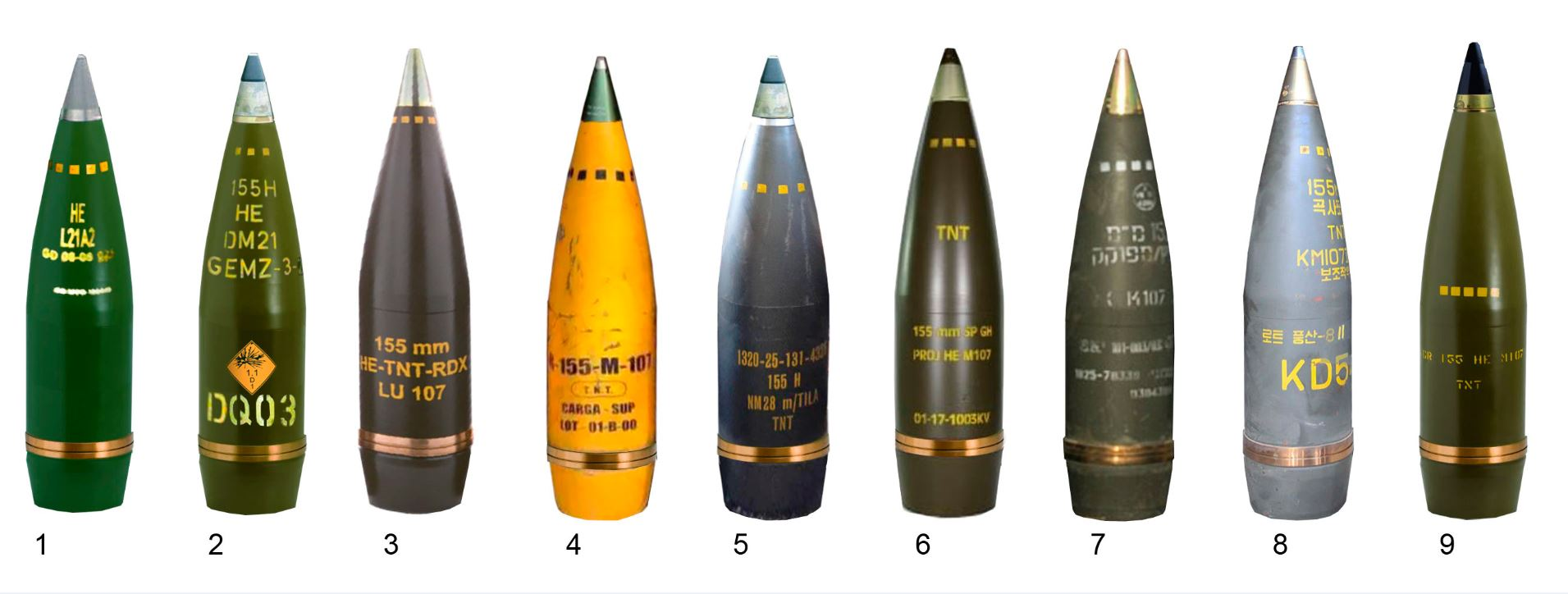
M107-Geschosse von verschiedenen Produzenten

Das M107-Geschoss befindet sich im Bestand vieler Armeen der westlichen Welt. Es wurde bzw. wird in verschiedenen Staaten wie den Vereinigten Staaten, Vereinigtes Königreich, Israel, Italien, Japan, Griechenland, Spanien, Südkorea, Frankreich, Deutschland, Norwegen sowie weiteren produziert. In der Liste von Bundeswehrmunition trägt es die Bezeichnung DM21 und in der British Army wird es L21 bezeichnet. Das M107 wird in der Schweizer Armee 15,5 cm Haubitzen Stahlgranate 66 (15,5 cm Hb St G 66) bezeichnet. Im Französischen Heer wird es LU107 bezeichnet und in Norwegen wird es bei Nammo mit der Bezeichnung NM28 produziert. Als Standardgeschoss wird es auch zum Einschießen der Geschütze, für Zielübungen, für Tests und zur Bestimmung der Reichweite benutzt.
Spätestens seit Ende der 1990er-Jahre wurde das M107-Geschoss zusehends von leistungsstärkeren 155-mm-Geschossen wie die L15/17 und M795 sowie Geschossen der Familien HEER und ERFB verdrängt. In den Streitkräften der Vereinigten Staaten wurde 1999 die Produktion von der Standardgranate M107 zur M795 umgestellt. Die Bundeswehr ist seit 2019 infolge der Ausmusterung der Panzerhaubitze M109 auf die leistungsfähigere DM121 als Standardgranate für die Panzerhaubitze 2000 umgestiegen.